# Paul Fratellini

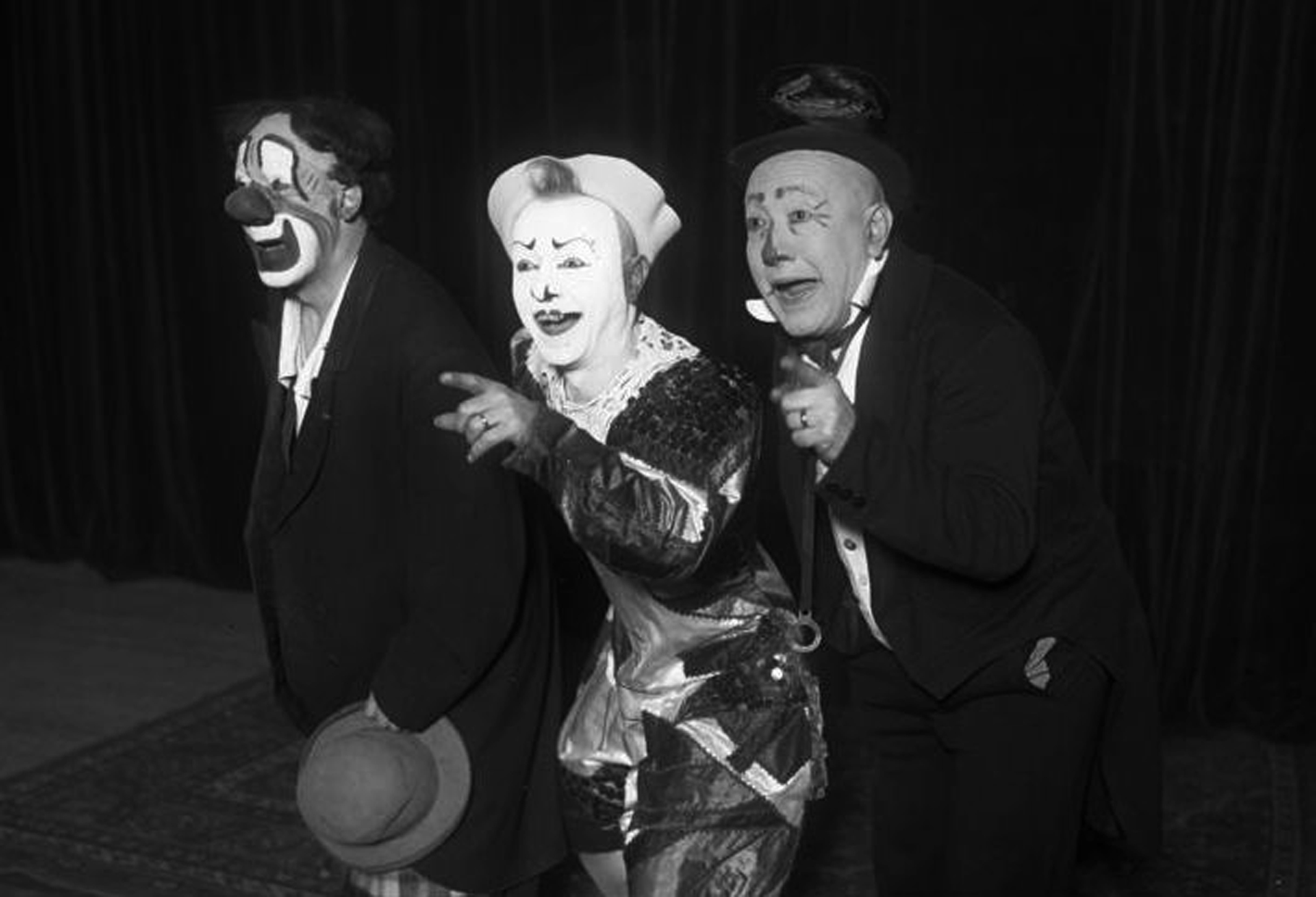
Paul Fratellini (po prawej) w 1932

Paul Fratellini (ur. 1877, zm. 1940) – francuski artysta cyrkowy, klown, akrobata, brat Alberta i François, razem z którymi zyskał znaczną popularność dzięki występom w latach 20. i 30. XX wieku. On sam odgrywał na spektaklach rolę romantycznego klowna z gitarą.